# کپلر (گروه موسیقی)
کپلر (انگلیسی: Kep1er; ‎/ˈkɛplər/‎; کره‌ای: 케플러; لاتین‌نویسی اصلاح‌شده: Kepeulleo) گروه دخترانهٔ اهل کره جنوبی شکل گرفته از طریق برنامهٔ ریلتی شوی رقابتی شبکهٔ ام‌نت، گرلز پلنت ۹۹۹ است. این گروه متشکل از نه عضو است: چه‌هیون، هیونینگ باهیه، یوجین، دایون، یونگ‌اون، یه‌سو، هیکارو، ماشیرو و شیائوتینگ. این گروه توسط سوینگ انترتینمنت و ویک وان انترتینمنت مدیریت می‌شود. کپلر به‌طور رسمی فعالیت خود را با انتشار نخستین آلبوم چندآهنگهٔ خود به نام فرست ایمپکت و تک‌آهنگ لید «وا دا دا» آغاز کرد.

## نام
«کپلر» (انگلیسی: Kep1er) نامی است که توسط بینندگان این برنامه از طریق وبگاه ناور، پیشنهاد و ساخته شد. این کلمه به معنای کپلر از نام یوهانس کپلر و قوانین او در مورد حرکت سیاره‌ها گرفته شده‌است. کپلر ستاره‌شناس و ریاضی‌دان آلمانی قرن‌های شانزدهم و هفدهم بود و از آن زمان تاکنون به نام بسیاری از چیزهای دیگر تبدیل شده‌است.
این نام همچنین ارتباط خود را با «گرلز پلنت ۹۹۹»، نام این برنامه که موضوع آن مربوط به فضا است، حفظ کرد.

## اعضا
- یوجین (최유진) – موقعیت: لیدر/ عضو سابق گروه سی ال سی / ملیت: کره ای/ متولد: ۱۲ آگوست ۱۹۹۶، جونجو، کره جنوبی/ رتبه نهایی در گرلز پلنت: ۳[۳]
- ماشیرو (坂本舞白; 사카모토 마시로) – موقعیت: همکار لیدر (لیدر جانشین)/ قرار بود جزو لاین اپ گروه ایتزی باشد و در شوکیس بین ایتزی و استری کیدز در سال ۲۰۱۷ هم شرکت کرده‌است. / ملیت: ژاپنی/ متولد: ۱۶ دسامبر ۱۹۹۹، توکیو، ژاپن/ رتبه نهایی در گرلز پلنت: ۸[۴]
- شیائوتینگ (沈小婷; 션 샤오팅) – ملیت: چینی/ متولد: ۱۲ نوامبر ۱۹۹۹، چنگدو، جمهوری خلق چین/ رتبه نهایی در گرلز پلنت: ۹
- چه‌هیون (김채현) – موقعیت: سنتر/ قرار بود عضو گروه اسپا باشد ولی بعد از لاین اپ دبیو خارج شد و با وینتر عضو اسپا دوستی نزدیکی دارد. / ملیت: کره ای/ متولد: ۲۶ آوریل ۲۰۰۲، بوسان، کره جنوبی/ رتبه نهایی در گرلز پلنت: ۱
- دایون (김다연) – سال ۲۰۱۸ شرکت کننده پرودیوس ۴۸ بود اما در آخر در قسمت ۵ حذف شد و با آیزوان دبیو نکرد. / ملیت: کره ای/ متولد ۲ مارس ۲۰۰۳، سئول، کره جنوبی/ رتبه نهایی در گرلز پلنت: ۴
- هیکارو (江崎ひかる; 에자키 히카루) – سال ۲۰۱۶ تا ۲۰۱۸ عضو گروه کودکانه GANG+ بود. / ملیت: ژاپنی/ متولد ۱۲ مارس ۲۰۰۳، ژاپن/ رتبه نهایی در گرلز پلنت: ۷
- هونینگ باهیه (휴닝바히에) – خواهر بزرگتر او هیونینگ لیا عضو سابق گروه ویوا و برادر وسط او هیونینگ کای عضو گروه تی‌اکس‌تی است و پدرشان خواننده ای آلمانی- برزیلی است. / ملیت: کره ای- آمریکایی/ متولد ۲۷ جولای ۲۰۰۴، سئول، کره جنوبی / رتبه نهایی در گرلز پلنت: ۲
- یونگ‌اون (서영은) – ملیت: کره ای/ متولد ۲۷ دسامبر ۲۰۰۴، کره جنوبی/ رتبه نهایی در گرلز پلنت: ۵
- یه‌سو (강예서) – موقعیت: مکنه (کوچک‌ترین عضو)/ بازیگر است و در فیلم‌های زیادی بازی کرده، همچنین سال‌ها پیش در گروه کودکان CutieL بوده و پس از چند سال عضو گروه باسترز شده و پس از دیسبند باسترز به گرلز پلنت آمده‌است. / ملیت: کره ای/ متولد ۲۲ آگوست ۲۰۰۵، اینچئون، کره جنوبی/ رتبه نهایی در گرلز پلنت: ۶

## ترانه‌شناسی

### آلبوم‌های چندآهنگه کره ای
| عنوان                            | جزئیات                                                                                      | کره جنوبی | فنلاند    | ژاپن | فروش‌ها                                                      |
| -------------------------------- | ------------------------------------------------------------------------------------------- | --------- | --------- | ---- | ----------------------------------------------------------- |
| فرست ایمپکتen:First Impact       | - تاریخ انتشار: ۳ ژانویه ۲۰۲۲ - ناشر: سوینگ، ویک وان - قالب‌ها: سی‌دی، دانلود دیجیتال، استریم | ۱         | ۱۹        | ۲    | - کره: ۳۹۳٬۰۶۳ - ژاپن: - ۲۵٬۶۱۰ (فیزیکال) - ۲٬۱۹۸ (دیجیتال) |
| دابلستen:Doublast                | - تاریخ انتشار: ۲۰ ژوئن ۲۰۲۲ - ناشر: سوینگ، ویک وان - قالب‌ها: سی‌دی، دانلود دیجیتال، استریم  | ۲         | --        | ۹    | - کره: ۳۴۷٬۲۲۳ - ژاپن: ۱۸٬۳۵۹(فیزیکال)                      |
| ترابل شوترen:Troubleshooter (EP) | - تاریخ انتشار: ۱۳ اکتبر ۲۰۲۲ - ناشر: سوینگ، ویک وان - قالب‌ها: سی‌دی، دانلود دیجیتال، استریم | ۲         | مشخص نشده | --   | - کره: ۲۴۳٬۸۶۳ - ژاپن: ۶۰۱(دیجیتال)                         |

### آلبوم‌های چندآهنگه ژاپنی
| عنوان            | جزئیات                                                                                    | ژاپن |
| ---------------- | ----------------------------------------------------------------------------------------- | ---- |
| فلای آپen:Fly-Up | - تاریخ انتشار: ۷ سپتامبر ۲۰۲۲ - ناشر: آریولا ژاپن - قالب‌ها: سی‌دی، دانلود دیجیتال، استریم | ۲    |

### تک‌آهنگ‌ها
| عنوان     | سال    | بالاترین موقعیت جدول | بالاترین موقعیت جدول | بالاترین موقعیت جدول | بالاترین موقعیت جدول | بالاترین موقعیت جدول | بالاترین موقعیت جدول | بالاترین موقعیت جدول | بالاترین موقعیت جدول | آلبوم       |
| عنوان     | سال    | کره جنوبی گائون      | کره جنوبی هات        | ژاپن هات             | ان‌زد هات             | اس‌جی‌پی               | وی‌آی‌ئی هات           | یواس ورلد            | دبلیودبلیو           | آلبوم       |
| کره ای    | کره ای | کره ای               | کره ای               | کره ای               | کره ای               | کره ای               | کره ای               | کره ای               | کره ای               | کره ای      |
| --------- | ------ | -------------------- | -------------------- | -------------------- | -------------------- | -------------------- | -------------------- | -------------------- | -------------------- | ----------- |
| وا دا دا  | ۲۰۲۲   | ۱۰۳                  | ۸۴                   | ۹                    | ۲۴                   | ۱۱                   | ۷۳                   | ۱۳                   | ۷۷                   | فرست ایمپکت |
| آپ!       | ۲۰۲۲   | -                    | *                    | ۲۷                   | -                    | ۲۹                   | -                    | -                    | -                    | دابلست      |
| وی فرش    | ۲۰۲۲   | -                    | -                    | -                    | -                    | -                    | -                    | -                    | -                    | ترابل شوتر  |
| ژاپنی     |        |                      |                      |                      |                      |                      |                      |                      |                      |             |
| وینگ وینگ | ۲۰۲۲   | -                    | *                    | -                    | -                    | -                    | -                    | -                    | -                    | فلای-آپ     |

## ویدیوگرافی
|           | سال  | کارگردان(ها)              |
| --------- | ---- | ------------------------- |
| وا دا دا  | ۲۰۲۲ | بائه جه یوب               |
| آپ!       | ۲۰۲۲ | هیجک                      |
| وینگ وینگ | ۲۰۲۲ | Naive Creative Production |
| شوگر راش  | ۲۰۲۲ | Naive Creative Production |
| وی فرش    | ۲۰۲۲ | Naive Creative Production |

## فیلم‌شناسی
| سال  | عنوان            | توضیحات                                        |
| ---- | ---------------- | ---------------------------------------------- |
| ۲۰۲۱ | گرلز پلنت ۹۹۹    | برنامهٔ بقا و رقابتی برای تعیین کردن اعضای کپلر |
| ۲۰۲۱ | کپلر ویو         | ریلیتی شوی پیش از آغاز فعالیت                  |
| ۲۰۲۲ | کپلر دبیو شو     | دبیو شو                                        |
| ۲۰۲۲ | کپلر زون         | ریلیتی شو                                      |
| ۲۰۲۲ | کوئیندام ۲       | مسابقه                                         |
| ۲۰۲۲ | کپلر دابلست برخط | ریلیتی شو کامبک آلبوم                          |